# Mediona
Mediona és un terme municipal de la comarca de l'Alt Penedès que limita amb l'Anoia. amb una alçada de 430 m.

## Geografia
- Llista de topònims de Mediona (Orografia: muntanyes, serres, collades, indrets..; hidrografia: rius, fonts...; edificis: cases, masies, esglésies, etc).

Amb una extensió de 47,55 km² és el segon terme més gran de la comarca. Limita al nord amb la comarca de l'Anoia (termes d'Orpí, Carme i la Torre de Claramunt), a l'est amb el terme de Cabrera d'Anoia, al sud-est amb els termes ja penedesencs de Sant Pere de Riudebitlles i de Sant Quintí de Mediona i al sud amb Font-rubí. El terme és configurat per dues cadenes de muntanyes quasi paral·leles integrades dins el Sistema Prelitoral.
El cap de municipi és Sant Joan de Mediona. Altres nuclis de població són el poble de Sant Pere Sacarrera, el veïnat de les Cases Noves de Can Pardo i la caseria de la Quadra d'Agulladolç. Es comunica amb la carretera comarcal de Vilafranca a Igualada per una carretera local. Segons el cens de 2024 té una població total de 2.632. amb una densitat de 55,4  hab/km².
| Entitat de població                    | Habitants (2023) |
| Sant Pere Sacarrera i la Font del Bosc | 1.092            |
| Sant Joan de Mediona                   | 870              |
| Sant Elies                             | 299              |
| les Cases Noves de Can Pardo           | 171              |
| Can Xombo                              | 51               |
| Can Verdaguer                          | 48               |
| Quadra d'Agullàdols, la                | 38               |
| Monterrey Park i Cal Xamaio            | 36               |
| Can Paixano                            | 23               |
| Font: Idescat                          |                  |

## Demografia

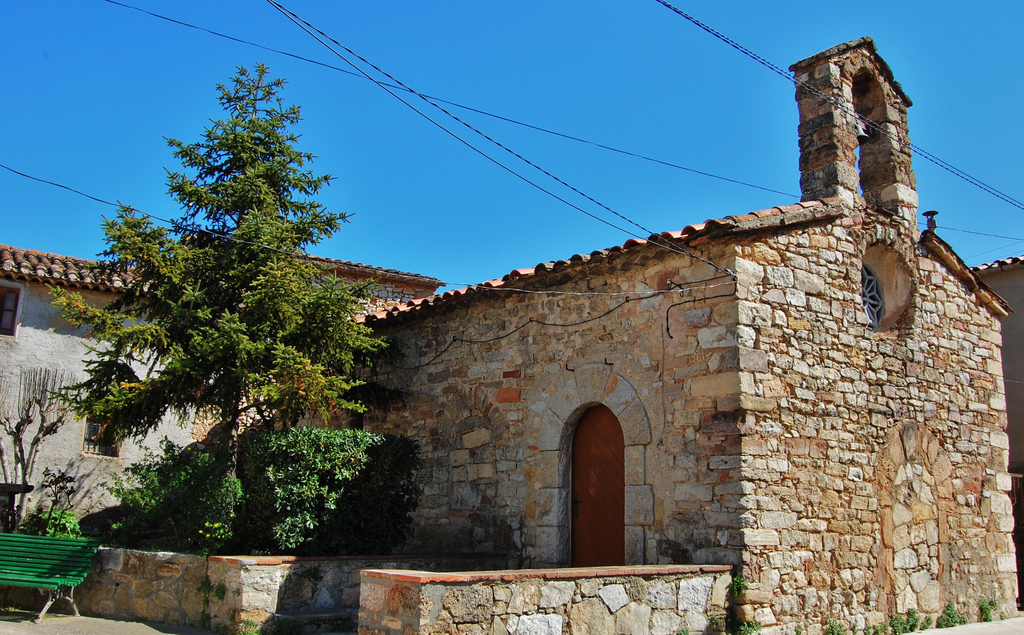
Capella de Sant Pere Sacarrera (Mediona)

| 1497 f | 1515 f | 1553 f | 1717 | 1787 | 1857 | 1877  | 1887  | 1900  | 1910  |
| ------ | ------ | ------ | ---- | ---- | ---- | ----- | ----- | ----- | ----- |
| 30     | 40     | -      | 471  | 308  | 868  | 1.402 | 1.485 | 1.530 | 1.561 |

| 1920  | 1930  | 1940  | 1950  | 1960  | 1970  | 1981 | 1990  | 1992  | 1994  |
| ----- | ----- | ----- | ----- | ----- | ----- | ---- | ----- | ----- | ----- |
| 1.806 | 1.830 | 1.573 | 1.586 | 1.432 | 1.132 | 971  | 1.008 | 1.055 | 1.055 |

| 1996  | 1998  | 2000  | 2002  | 2004  | 2006  | 2008  | 2010  | 2012  | 2014  |
| ----- | ----- | ----- | ----- | ----- | ----- | ----- | ----- | ----- | ----- |
| 1.248 | 1.304 | 1.446 | 1.507 | 1.757 | 2.083 | 2.307 | 2.363 | 2.348 | 2.311 |

| 2016  | 2018  | 2020  | 2022  | 2024  | 2026 | 2028 | 2030 | 2032 | 2034 |
| ----- | ----- | ----- | ----- | ----- | ---- | ---- | ---- | ---- | ---- |
| 2.282 | 2.331 | 2.369 | 2.517 | 2.637 | -    | -    | -    | -    | -    |